# Athyreus bicornus
Athyreus bicornus är en skalbaggsart som beskrevs av Henry Fuller Howden 2002. Athyreus bicornus ingår i släktet Athyreus och familjen Bolboceratidae. Inga underarter finns listade.